# Михаил Вазов
Михаил Минчов Ва̀зов е български военен, подпоручик.

## Биография
Михаил Вазов е роден в Сопот през 1862 г. в семейството на Минчо и Съба Вазови, брат е на Иван Вазов, ген. Георги Вазов, ген. Владимир Вазов. Завършва в Пловдив класното училище. След Освобождението, през 1883 г. постъпва във Френския чуждестранен легион. По време на Сръбско-българската война от 1885 г. се сражава като унтерофицер от Първи пехотен софийски полк в боевете при Бански дол, Гургулят и Пирот. Загива на 9 август 1886 г. по време на контрапреврата за връщане на княз Александър I на българския престол след детронирането му.
При отпечатването на романа „Под игото“ (1894) за илюстриране на образа на Иван Краличът/Бойчо Огнянов Иван Вазов дава снимката на своя брат Михаил Вазов.